# H.N.I.C.
Albums de Prodigy
Return of the Mac
(2007)
Singles
1. Keep It Thoro
Sortie : 2000
2. Rock Dat Shit
Sortie : 2000
3. Y.B.E. (Young Black Entrepreneurs)
Sortie : 2000
4. Trials of Love
Sortie : 2001

H.N.I.C., abréviation de Head Nigga In Charge, est le premier album studio de Prodigy, également membre, avec Havoc, du groupe Mobb Deep, sorti le 14 novembre 2000.
Sur la pochette de l'album, il est inscrit  « Prodigy of Mobb Deep » pour différencier le rappeur du groupe britannique The Prodigy (connu aux États-Unis seulement sous le nom de « Prodigy »).
H.N.I.C. a été certifié disque d'or par la Recording Industry Association of America (RIAA) le 29 janvier 2002.
Le premier single, Keep It Thoro, n'a été que modérément diffusé en radio et télévision.
En 2008, Prodigy enregistre la suite de cet album, intitulé simplement H.N.I.C. Pt. 2, et qui est son troisième album solo.

## Liste des titres
| No  | Titre                                                                            | Contient un (des) sample(s) de | Durée |
| --- | -------------------------------------------------------------------------------- | --- | ----- |
| 1.  | Bars & Hooks (Intro) (featuring Bars N Hooks)                                    | | 1:19  |
| 2.  | Genesis                                                                          | Firth of Fifth de Genesis | 2:49  |
| 3.  | Drive Thru (Skit)                                                                | | 0:16  |
| 4.  | Rock Dat Shit (Produit par Bink Dawg)                                            | Quiet Storm (Remix) de Mobb Deep featuring Lil' Kim                                                                                    | 4:21  |
| 5.  | What U Rep (featuring N.O.R.E. – Produit par Hangmen 3)                          | Vittroni's Theme - King Is Dead de Roy Ayers (Bande originale de Coffy, la panthère noire de Harlem)                                   | 4:32  |
| 6.  | Keep It Thoro (Produit par The Alchemist)                                        | There You Are de Millie Jackson Disco People de Jack Mayborn                                                                           | 2:37  |
| 7.  | Can't Complain (featuring Twin Gambino et Chinky – Produit par Prodigy)          | Rhapsody in White du Love Unlimited Orchestra Just Another Day de Queen Latifah                                                        | 4:19  |
| 8.  | Infamous Minded (featuring Big Noyd – Produit par Robert Kirkland)               | Criminal Minded des Boogie Down Productions                                                                                            | 3:27  |
| 9.  | Wanna Be Thugs (featuring Havoc – Produit par Havoc)                             | | 2:50  |
| 10. | Three (featuring Cormega – Produit par The Alchemist)                            | Por Amor de Marco Antonio Muñiz | 2:20  |
| 11. | Delt With the Bullshit (featuring Havoc – Produit par Havoc)                     | Abraham's Theme de Vangelis (Bande originale des Chariots de feu) Who Am I (What's My Name)? de Snoop Dogg featuring Jewell et Dr. Dre | 3:22  |
| 12. | Trials of Love (featuring B.K. – Produit par The Alchemist)                      | To the Establishment de Lou Bond | 3:50  |
| 13. | H.N.I.C. (Produit par Ez Elpee)                                                  | Belle De Jour de Saint Tropez | 3:03  |
| 14. | Be Cool (Skit)                                                                   | | 0:16  |
| 15. | Veteran's Memorial (Produit par The Alchemist)                                   | Yo Tengo Un Amigo de Luz Esther Benitez                                                                                                | 4:56  |
| 16. | Do It (featuring Mike Delorean – Produit par Rockwilder)                         | | 3:20  |
| 17. | Littles (Skit) (featuring Littles)                                               | | 1:19  |
| 18. | Y.B.E. (featuring B.G. – Produit par Nashiem Myrick, Prodigy et Stephen Dorsain) | One Love de Whodini | 4:21  |
| 19. | Diamond (featuring Bars N Hooks – Produit par Just Blaze)                        | Cause We've Ended as Lovers de Syreeta                                                                                                 | 4:05  |
| 20. | Gun Play (featuring Big Noyd – Produit par Rockwilder)                           | | 4:44  |
| 21. | You Can Never Feel My Pain (Produit par Ric Rude)                                | Gotta Make It Up to You d'Angela Bofill                                                                                                | 3:32  |
| 22. | H.N.I.C. (Outro)                                                                 | | 0:18  |

## Classements

### Album
| Année | Album    | Positions     | Positions              | Positions              |
| Année | Album    | Billboard 200 | Top R&B/Hip-Hop Albums | Top Independent Albums |
| 2000  | H.N.I.C. | #18           | #6                     | #2                     |

### Singles
| Année | Titre         | Positions         | Positions                        | Positions       |
| Année | Titre         | Billboard Hot 100 | Hot R&B/Hip-Hop Singles & Tracks | Hot Rap Singles |
| 2000  | Keep It Thoro | -                 | #97                              | #17             |
| 2001  | Rock Dat Shit | -                 | -                                | #33             |
| 2001  | Y.B.E.        | -                 | -                                | #42             |